# Oblast des Don-Heeres

Wappen der Oblast

Die Oblast des Don-Heeres (russisch Область Во́йска Донско́го) mit der Hauptstadt Nowotscherkassk war eine administrative Einheit des Russischen Reiches im Süden Russlands, entlang des Flusses Don.

## Geschichte
Das Gebiet war bereits seit dem 15. Jahrhundert von Donkosaken besiedelt worden. Diese konnten ihre Unabhängigkeit unter der Leitung eines Atamans bis ins 18. Jahrhundert bewahren. Im Jahr 1786 wurde unter dem Namen Land der Donkosaken (zemlya Voyska Donskogo) eine russische Verwaltungseinheit gegründet. Diese wechselte im Jahr 1870 den Namen und wurde bis 1918 zur Oblast des Don-Heeres. Von 1918 bis zum 20. März 1920 nannte sich das Gebiet Donrepublik und die Donkosaken bekämpften die Bolschewiki Seite an Seite mit der Weißen Armee. Weite Teile der Oblast des Don-Heeres sind heute Teil der Oblast Rostow. Einige Gebiete gehören heute zur Oblast Wolgograd.

## Verwaltungsgliederung

Verwaltungsgliederung

Zur Zeit der einzigen Volkszählung im Russischen Reich im Jahre 1897 gliederte sich die Oblast in folgende neun Okrugs (Kreise):
| Okrug                        | Fläche   | Einwohner | männlich | weiblich | Verwaltungszentrum  | Einwohner |
| ---------------------------- | -------- | --------- | -------- | -------- | ------------------- | --------- |
| Okrug Donezk                 | 28.063,8 | 455.819   | 226.130  | 229.689  | Kamenskaja          | 12.190    |
| Okrug Don – 1. Militärbezirk | 17.544,3 | 271.790   | 134.051  | 137.739  | Konstantinowskaja   | 9267      |
| Okrug Don – 2. Militärbezirk | 26.425,5 | 239.055   | 118.264  | 120.791  | Nischne-Tschirskaja | 6780      |
| Okrug Choperski              | 18.051,3 | 251.498   | 124.466  | 127.032  | Urjupinskaja        | 11.286    |
| Okrug Rostow                 | 6842,0   | 369.732   | 189.851  | 179.881  | Rostow am Don       | 119.476   |
| Okrug Salski                 | 21.578,8 | 76.297    | 40.538   | 35.759   | Welikoknjascheskaja | 5583      |
| Okrug Taganrog               | 13.917,8 | 412.995   | 215.695  | 197.300  | Taganrog            | 51.437    |
| Okrug Tscherkassk            | 11.096,4 | 240.222   | 123.514  | 116.708  | Nowotscherkassk     | 51.963    |
| Okrug Ust-Medwedizkaja       | 20.579,1 | 246.830   | 121.811  | 125.019  | Ust-Medwedizkaja    | 5805      |

## Bevölkerungsverteilung
Von den 2.564.238 Bewohnern gehörten 2.245.545 Menschen oder 87,57 % zur Landbevölkerung. Zur Zeit der Volkszählung gab es elf städtische Siedlungen mit insgesamt 318.693 Bewohnern. Von diesen elf Siedlungen waren allerdings sechs Stanizas und nur fünf eigentliche Städte. Nebst den neun oben genannten Verwaltungszentren wurden auch Alexandrowsk-Gruschewski (16.479 Einwohner) und Nachitschewan (28.427 Einwohner; heute Stadtteil von Rostow am Don) als Städte aufgeführt.

## Bevölkerung

### Übersicht
Die Volkszählung 1897 ergab eine Einwohnerzahl von 2.564.238 Personen. Davon waren 1.294.320 männlich und 1.269.918 weiblich. Personen mit russischer (1.712.898 Menschen) und ukrainischer (719.655 Menschen) Muttersprache stellten fast 95 % der Bevölkerung. Weitere häufige Muttersprachen waren Deutsch (34.855 Menschen), Kalmückisch (32.283 Menschen), Armenisch (27.234 Menschen) und Jiddisch (15.121 Menschen). Nebst 2.314.222 Anhängern der orthodoxen Staatskirche gab es 130.450 Altgläubige. Kleinere Religionsgemeinschaften waren die Buddhisten (meist Kalmücken; 32.114 Personen), die Lutheraner (meist Deutsche; 28.306 Personen), die Armenischen Gregorianer (meist Armenier; 27.118 Personen), die Juden (15.978 Personen) und die Katholiken (meist Deutsche und Polen; 10.047 Personen).

### Sprachverteilung
Die Einwohnerschaft des Oblasts sprach mehrheitlich russisch (66,80 % Bevölkerungsanteil). Doch gab es mehrere sprachliche Minderheiten. In den Okrugs Donezk und Rostow am Don gab es nur knappe russische Mehrheiten, in den Okrugs Salskyi und Taganrog waren russische Muttersprachler sogar in der Minderheit. Die stärkste Sprachminderheit waren ukrainischsprachige Menschen mit einem Bevölkerungsanteil von 28,07 %. Nur in zwei der neun Okrugs lag der Anteil der Ukrainischsprachigen bei weniger als zehn Prozent. Im Okrug Taganrog waren sie sogar in der Mehrheit (61,70 %). Auch in den Okrugs Donezk (38,91 %), Rostow am Don (33,59 %) und Salskyi (29,33 %) erreichten sie hohe Anteile.
An dritter Stelle der Muttersprachen folgte Deutsch mit Hochburgen in den Okrugs Taganrog und Ust-Medwedizkaja. Knapp dahinter lagen die Sprecher von Kalmückisch. Diese Sprache hatte ihre Hochburg im Okrug Salskyi (mit 36,78 % Anteil eine relative Mehrheit). Armenisch wurde fast nur im Okrug Rostow am Don gesprochen (6,93 % Bevölkerungsanteil); vorwiegend in der Stadt Nachitschewan und deren Umgebung. Jüdische Sprachen (vorwiegend Jiddisch) waren in den Städten Rostow am Don und Taganrog weit verbreitet. Die kleineren Minderheiten lebten verstreut in der gesamten Oblast. Griechisch war ursprünglich an der Küste weit verbreiteter als bei der Volkszählung 1897. Doch hatten bereits im 19. Jahrhundert zahlreiche Pontosgriechen einen Sprachwechsel zu Russisch vollzogen.
Folgende Tabelle stellt die Bevölkerungszusammensetzung innerhalb der Oblast des Don-Heeres nach dem Sprachgebrauch aufgrund der Volkszählungsdaten von 1897 dar.
|                              | Einwohner | Russisch  | Ukrainisch | Deutsch | Kalmückisch | Armenisch | Jüdisch | Belarussisch | Polnisch | Tatarisch | Griechisch |
| Okrug Choperski              | 251.498   | 233.283   | 17.059     | 777     | 1           | 8         | 7       | 128          | 27       | 101       | 19         |
| Okrug Donezk                 | 455.819   | 273.302   | 177.376    | 2336    | 408         | 182       | 7       | 1357         | 122      | 57        | 88         |
| Okrug Don – 1. Militärbezirk | 271.790   | 235.304   | 31.515     | 2455    | 1135        | 251       | 5       | 592          | 53       | 177       | 29         |
| Okrug Don – 2. Militärbezirk | 239.055   | 214.188   | 20.747     | 410     | 2129        | 46        | 2       | 1156         | 31       | 85        | 8          |
| Okrug Rostow                 | 369.732   | 196.928   | 124.183    | 3853    | 6           | 25.604    | 12.307  | 1633         | 1758     | 1320      | 834        |
| Okrug Salski                 | 76.297    | 24.509    | 22.378     | 778     | 28.063      | 32        | 4       | 296          | 37       | 52        | 17         |
| Okrug Taganrog               | 412.995   | 131.029   | 254.819    | 18.934  | 1           | 412       | 2772    | 1363         | 975      | 521       | 1152       |
| Okrug Tscherkassk            | 240.222   | 189.642   | 45.350     | 481     | 314         | 683       | 15      | 2290         | 269      | 579       | 74         |
| Okrug Ust-Medwedizkaja       | 246.830   | 214.713   | 26.228     | 4831    | 226         | 16        | 2       | 343          | 44       | 86        | 34         |
| Oblast des Don-Heeres        | 2.564.238 | 1.712.898 | 719.655    | 34.855  | 32.283      | 27.234    | 15.121  | 9158         | 3316     | 2978      | 2255       |

### Glaubensgemeinschaften
In allen neun Okrugs (Kreisen) waren die Orthodoxen in der Mehrheit. Mit Anteilen zwischen 59,20 % im Okrug Salskyi und 99,14 % im Okrug Choperski. Die Altgläubigen erreichten in den Okrugs Don – 1. Militärbezirk (8,32 %), Don – 2. Militärbezirk (23,96 %) und Ust-Medwedizkaja (10,57 %) weit überdurchschnittliche Werte. Die Anhängerschaft der Armenischen Kirche konzentriert sich auf den Okrug Rostow und lebten fast gänzlich in der Stadt Nachitschewan und ihrer Umgebung. Die verstreut lebenden Katholiken erreichten in keinem Okrug einen Wert von mehr als 1,32 % (Okrug Taganrog). Die Lutheraner (meist Russlanddeutsche; daneben Schweden, Esten und Letten) zählten in fünf der neun Okrugs eine Gemeinschaft mit jeweils mehr als tausend Personen. Die wenigen Baptisten waren Russlanddeutsche und Slawen und die Reformierten meist Schweizer oder Holländer. Es gab zudem noch 32 Anglikaner.
Unter den nichtchristlichen Religionen lagen die Buddhisten voran. Sie konzentrierten sich auf die Okrugs Salskyi (36,76 % Bevölkerungsanteil) und Don – 2. Militärbezirk (0,85 %). Die jüdische Minderheit hatte überdurchschnittlich hohe Anteile in den Städten Rostow am Don und Taganrog. Deshalb konzentrierte sie sich auch auf die beiden gleichnamigen Okrugs. Die kleine muslimische Minderheit lebte verstreut und übertraf nur im Okrug Rostow am Don die Marke von 1000 Personen.
Folgende Tabelle stellt die Bevölkerungszusammensetzung innerhalb der Oblast des Don-Heeres nach der Glaubensgemeinschaft aufgrund der Volkszählungsdaten von 1897 dar.
|                              | Einwohner | Orthodoxe | Altgläubige | Armenische Kirche | Katholiken | Lutheraner | Baptisten | Mennoniten | Reformierte | Buddhisten | Juden  | Muslime |
| Okrug Choperski              | 251 498   | 249 346   | 1 217       | 6                 | 74         | 676        | 7         | 3          | 52          | 0          | 6      | 107     |
| Okrug Donezk                 | 455.819   | 442.139   | 10.481      | 181               | 247        | 1925       | 14        | 308        | 10          | 374        | 9      | 93      |
| Okrug Don – 1. Militärbezirk | 271.790   | 245.021   | 22.618      | 238               | 174        | 2309       | 67        | 7          | 13          | 1140       | 1      | 192     |
| Okrug Don – 2. Militärbezirk | 239.055   | 178.837   | 57.276      | 34                | 124        | 216        | 288       | 0          | 14          | 2023       | 6      | 119     |
| Okrug Rostow                 | 369.732   | 319.809   | 3312        | 25.554            | 2386       | 3882       | 228       | 4          | 56          | 1          | 13.002 | 1461    |
| Okrug Salski                 | 76.297    | 45.171    | 2045        | 32                | 70         | 762        | 78        | 0          | 0           | 28.043     | 5      | 90      |
| Okrug Taganrog               | 412.995   | 386.197   | 1969        | 410               | 5424       | 14.476     | 738       | 55         | 48          | 1          | 3022   | 631     |
| Okrug Tscherkassk            | 240.222   | 232.248   | 5439        | 648               | 563        | 329        | 10        | 2          | 14          | 299        | 13     | 652     |
| Okrug Ust-Medwedizkaja       | 246.830   | 215.454   | 26.093      | 15                | 985        | 3731       | 1         | 2          | 170         | 233        | 13     | 132     |
| Oblast des Don-Heeres        | 2.564.238 | 130.450   | 2.314.222   | 27.118            | 10.047     | 28.306     | 1431      | 381        | 377         | 32.114     | 16.077 | 3477    |